# Chiesa di Santa Vittoria (Siligo)
La chiesa di Santa Vittoria è la parrocchiale di Siligo.

## Storia
Il primo documento dove appare il nome della chiesa risale al 1238,  Santa Victoria di Siligo individuato dallo storico Francesco de Vico 
Nel codice di Sorres risulta che nel 1440 furono aggregate alla mensa vescovile della Diocesi di Sorres le chiese di Beate Marie de Siligo, Santu Nicola de Siloghe e S. Antonio di Montecastello o di Capula. Nel 1503 la chiesa di San Nicola fu declassata a favore di Santa Vittoria (e questo è il primo documento in cui compare il nome della chiesa). Un altro documento, rinvenuto nel 1956 durante i lavori di ristrutturazione della chiesa , è la pergamena di consacrazione dell’altare datata 19 marzo 1520.

## Descrizione

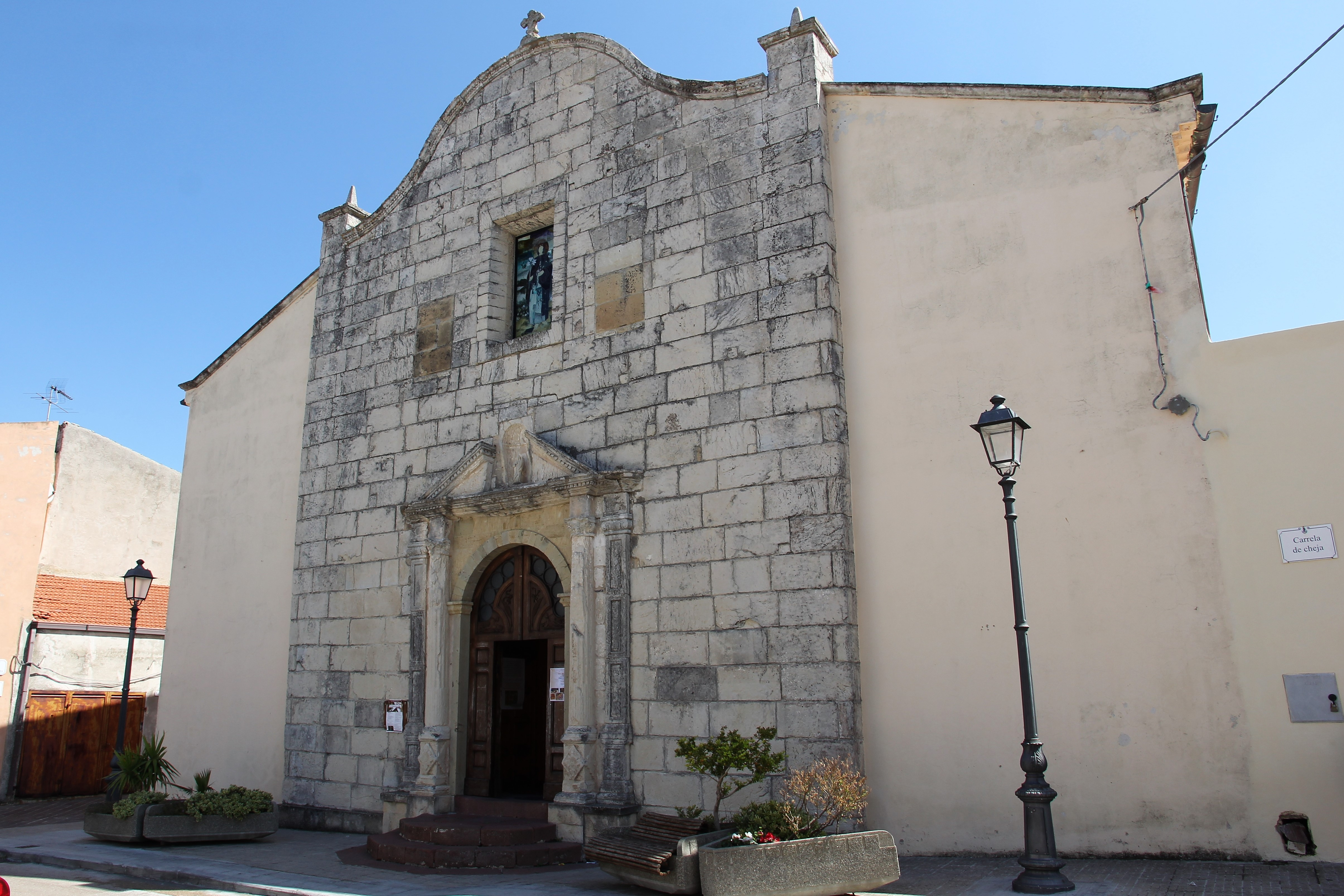
Facciata

La chiesa fu edificata verso la fine del XV secolo e gli inizi del XVI secolo, secondo i modelli e i canoni costruttivi tardogotici. Di questo primo impianto rimane il presbiterio (capilla mayor), voltato a crociera con nervature e gemma pendula, e la torre campanaria.
Nella prima metà del XVII secolo la chiesa fu ristrutturata; in quell'occasione la copertura lignea della navata fu sostituita con quella attuale voltata a botte ed aperta su due navatelle laterali con archi a tutto sesto. Fu ricostruita anche la facciata, dove spiccano diversi elementi di gusto manierista.
All'interno di una cappella, a sinistra della navata centrale, è custodita un'opera di Giuseppe Magnani che rappresenta gli angeli che rilevano dal purgatorio le anime purificate.